# Literatura Renașterii

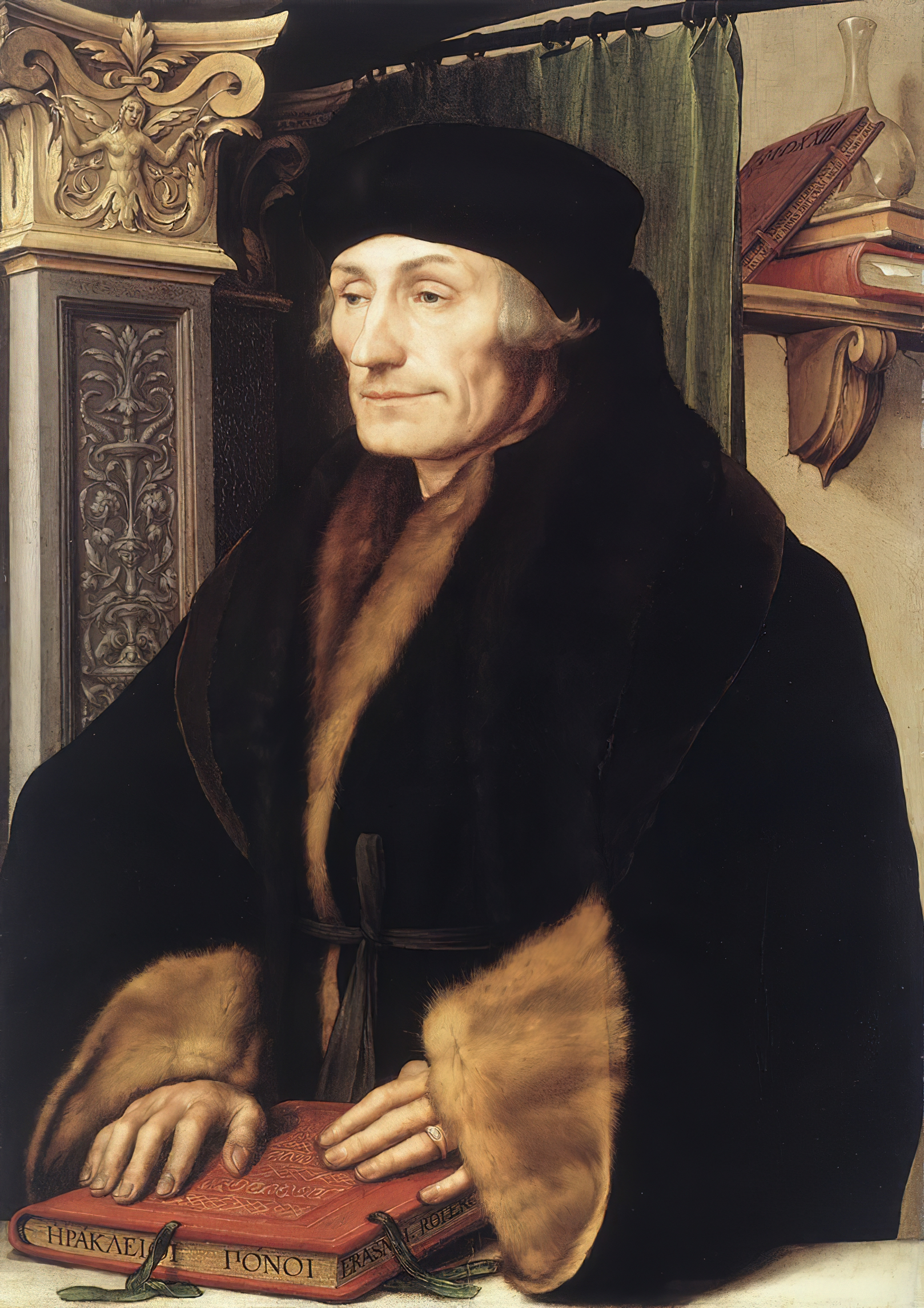
Erasmus din Rotterdam, umanistul cel mai de seamă al secolului al XVI-lea, pictat de Hans Holbein cel Tânăr (1525)

Literatura Renașterii se referă la acea epocă din literatura europeană care a început în Italia în secolul al XV-lea. S-a răspândit în toată Europa în secolul al XVI-lea până la începutul secolului al XVII-lea. Secolul al XVI-lea a fost totodată perioada umanismului european, el influențând filosofia Renașterii.
Redescoperirea Antichității a dus la secularizarea omului și a demnității umane. Renașterea a fost o schimbare profundă în viața spirituală, schimbare care a marcat sfârșitul Evului Mediu și începutul perioadei moderne timpurii.
Europa era caracterizată de adânci schisme politice și religioase, în primul rând între nord și sud, despărțite de Reformațiune. Epoca a fost martora Marilor descoperiri geografice și științifice importante. Odată cu descoperirea tehnologiei tiparului a avut loc o răspândire a literaturii ca niciodată, din aceasta rezultând și noi genuri literare. Unii dintre cei mai mari artiști plastici ai omenirii au trăit în această epocă.

## O nouă epocă ia naștere

Pictura combinată, dublu portret și natură moartă, „Ambasadorii” de Hans Holbein cel Tânăr din 1533 ilustrează epoca Renașterii: unul dintre ambasadori este îmbrăcat în haine seculare și aristocratice, iar celălalt ambasador este îmbrăcat în haine ascetice purtate de învățați și teologi. Multele obiecte caracterizează și ele epoca: globul pământesc = descoperirile; harta astronomică, compas, cvadrant și poliedru, plus două cărți și o lăută.

Redescoperirea Antichității a făcut ca literatura clasică să devină accesibilă Europei, după ce fusese pierdută sau inaccesibilă timp de sute de ani, ceea ce a dat numele epocii, Renașterea. În anul 1488, epopeile homerice au fost din nou citite în Italia, fiind apoi traduse în mai multe limbi europene în secolul al XVI-lea: franceză și germană în 1530, italiană în 1544, engleză în 1581..
Epoca a fost caracterizată de frământări sociale și războaie, de contradicții politice și religioase. Imperiul Roman de Răsărit a fost cucerit de musulmani, islamul amenințând Europa. Din punct de vedere religios, Europa acelei perioade a cunoscut atât reforma protestantă cât și contrareforma. Din punct de vedere tehnologic, epoca este data de naștere a unor arme destructive, precum pușca și tunul, și a prafului de pușcă. Statul-națiune și burghezia timpurie s-au dezvoltat ca noi factori de putere.

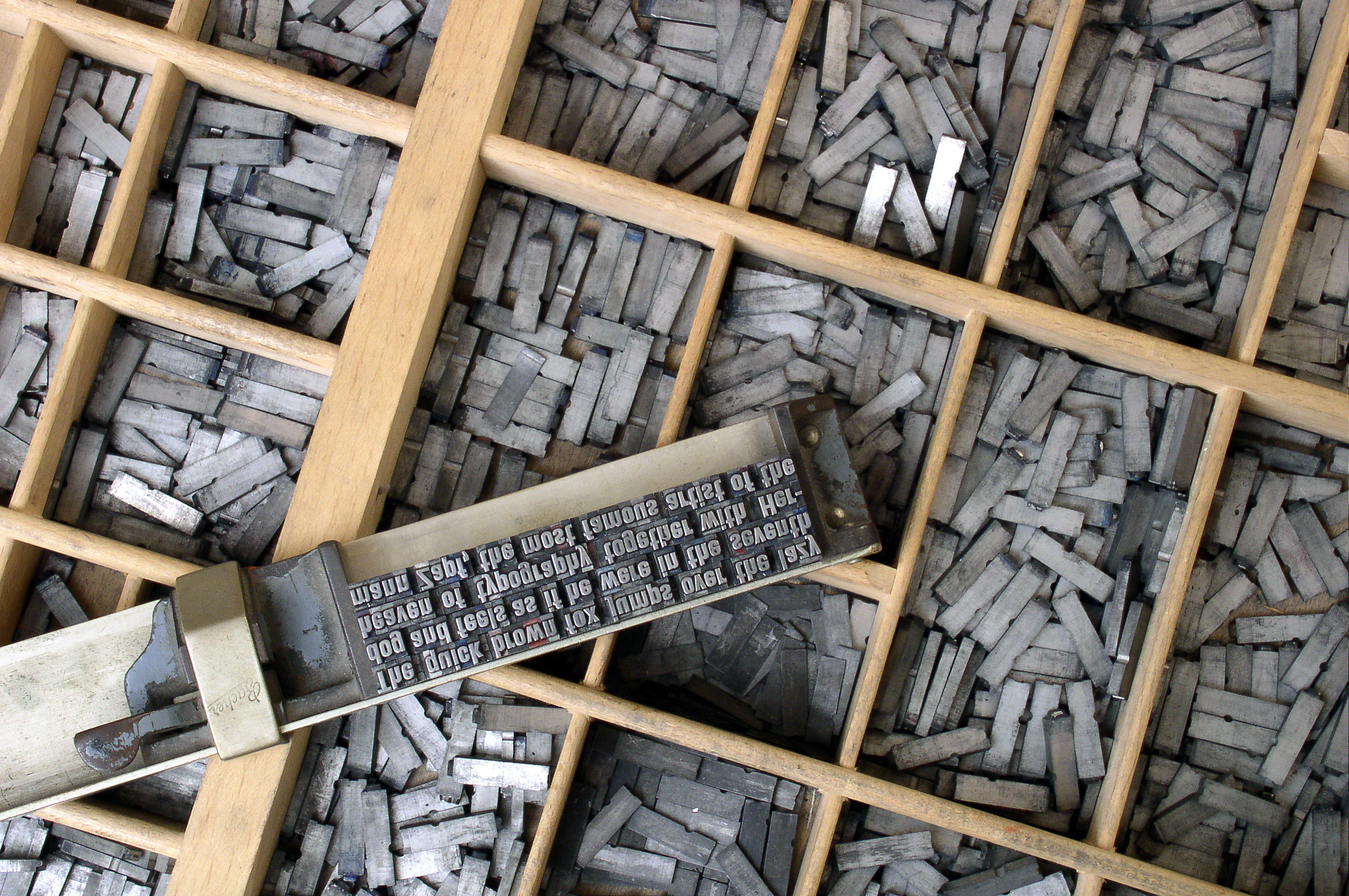
Literele mobile de tipar au fost invenția lui Gutenberg, care au revoluționat răspândirea literaturii în Europa

Descoperirea de către Cristofor Columb a Lumii noi, America, în 1492 a schimbat total vechea concepție despre lume. Tehnologia tiparului, inventată de Johannes Gutenberg, adică turnatul literelor și culegerea lor, a dus la o explozie a numărului de editări literare și răspândirea literaturii, lucru care a încurajat literatura în limba proprie și a însemnat declinul limbilor latină și greacă ca limbi literare.
Renașterea a fost epoca umanismului, cele două concepte putând fi despărțite prin faptul că Renașterea poate fi văzută ca epoca istorică care a legat Evul Mediu de Epoca modernă, iar umanismul ca mișcarea de iluminism care s-a născut în această epocă. Denumirea de Renaștere a fost folosită relativ târziu, în 1855 de către istoricul francez Jules Michelet, care în acel an a publicat volumul 7 al Istoriei Franței, pe care l-a numit Renaissance. Denumirea a fost popularizată prin lucrarea istoricului artei elvețian Jakob Burkhardt Die Kultur der Renaissance in Italien în 1861.
Renașterea a fost mult mai complicată și multilaterală decât ideea lui Burkhardt. Nu a fost o singură mișcare, ci mai multe mișcări care au avut loc în diferite locuri în perioade diferite. Țările unde catolicismul predomina, sau acelea unde protestantismul predomina, au avut alte experiențe în timpul Renașterii decât țările unde ortodoxismul sau islamul predominau. Franța era un centru cultural de marcă în domeniul filosofiei și a științelor, influențată puternic de Italia. Anglia și Flandra preluaseră de la statele-orașe italiene dominanța în domeniul comercial. În Anglia dezvoltarea administrației de stat ajunsese cel mai departe. Principatele germane erau încă dominate de idei feudaliste și de lupta pentru putere. Spania și Portugalia urcaseră o treaptă în ierarhia lumii datorită descoperirilor geografice noi, la care jucaseră un rol important. Țările nordice, aflânduse la extremitatea Europei, au făcut cunoștință cu Renașterea mai târziu și în mai mică măsură.

## Natura Renașterii

### Arta tipografică și răspândirea cunoștințelor

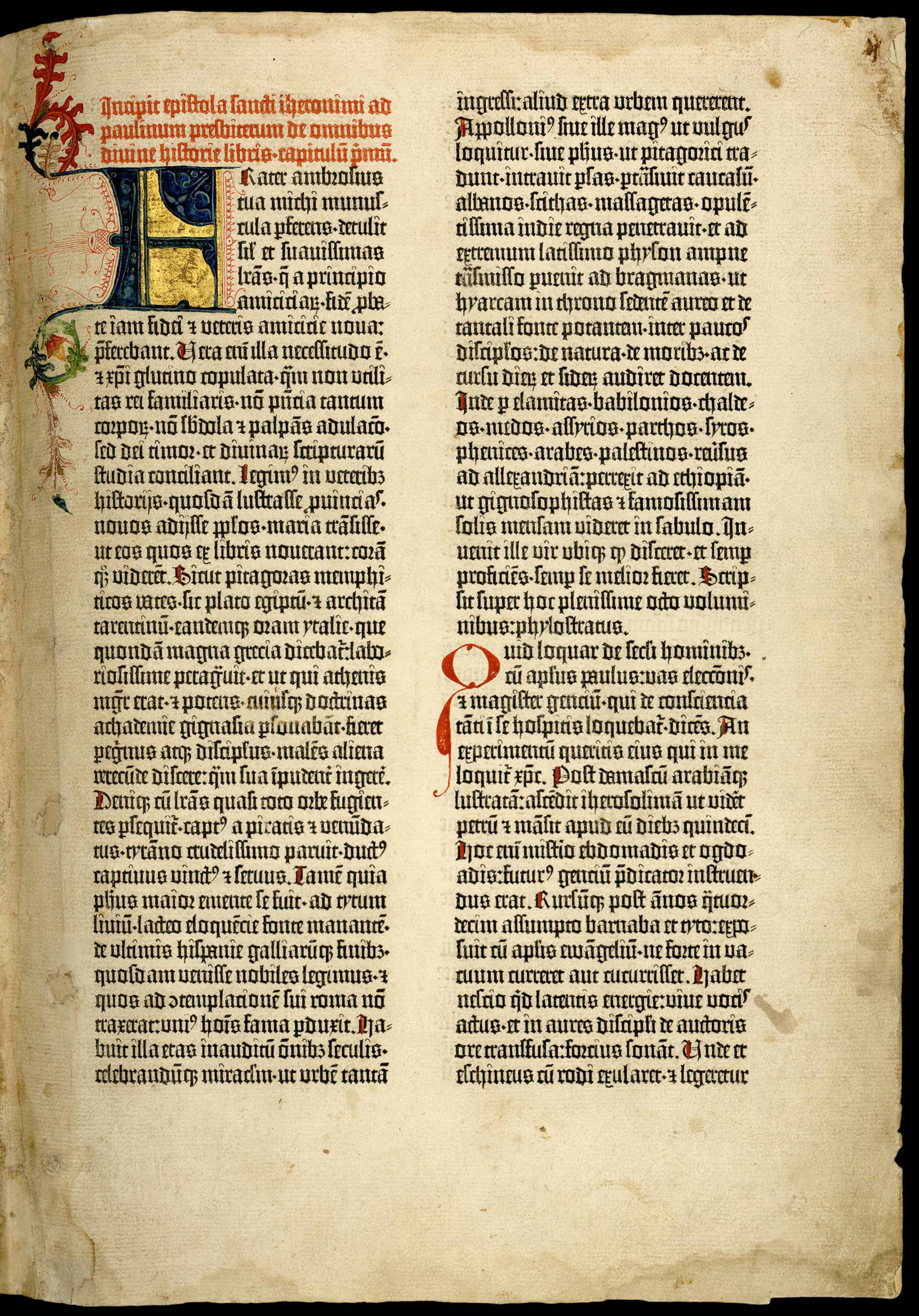
De la începutul Vechiului Testament din biblia lui Gutenberg.

În deceniul al VI-lea al secolului al XVI-lea, germanul Johannes Gutenberg a descoperit arta tipografiei, mai întâi literele mobile și apoi cele turnate, care puteau fi folosite împreună pentru construirea cuvintelor, și cu ajutorul cernelii negre de tipar, aceste litere puteau fi tipărite pe hârtie. Mai târziu a descoperită și presa de tipar, lucru care în decursul a câțiva ani a revoluționat producția de cărți în Europa. Este greu de închipuit că literatura Renașterii ar fi cunoscut acealași avânt fără descoperirea artei tipografice. Înainte de vremea lui Gutenberg, cărțile și manuscrisele erau multiplicate prin copiere de mână, de obicei de către călugări.
Prima carte produsă în masă în tipografia lui Gutenberg a fost Biblia în limba latină (ca. 1455), cunoscută ca Biblia Latina sau Biblia lui Gutenberg. Tirajul a fost de 200 de exemplare, număr care poate părea mic în zilele noastre, dar care era enorm în comparație cu cărțile scrise de mână, care fiind atât de valoroase erau deseori legate cu lanțuri în biblioteci. Au apărut multe tipografii, în special la universități și seminarii religioase, dar și ca tipografii seculare în orașe mai mari. Tot în aceași perioadă au înflorit și universitățile și alte școli, în special în Italia și în Franța, ceea ce a erodat poziția absolută a teologiei în studiile academice. Se studiau și traduceau lucrări filosofice și opere ale Antichității. Prin răspândirea mai mare a cărților și a literaturii, acestea ajungeau în tot mai mare grad și în mâinile altora decât ale celor învățați, care citeau și scriau în limba latină. Astfel a fost încurajat scrisul literaturii în limba maternă.
Marsilio Facino a primit pe la mijlocul secolului al XV-lea misiunea de a de a traduce dialogurile lui Platon din greacă în latină, ceea ce a fost începutul unei mari redescoperiri a literaturii antice. Primii umaniști au fost caracterizați de interesul lor pentru limba greacă și pentru limbi în general, în mod indirect și pentru limba maternă, un interes care poate fi găsit și la primii reformatori, precum Jean Calvin, Erasmus din Rotterdam și Martin Luther, și care a deschis drumul oamenilor de rând pentru cunoașterea Bibliei.

### Reforma protestantă și Biblia în limba maternă

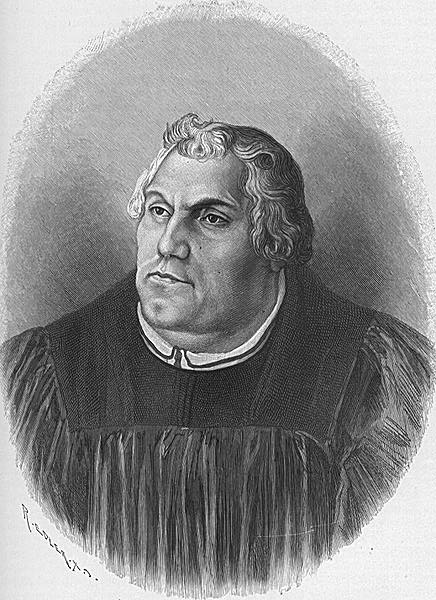
Martin Luther, preotul german care a declanșat procesul cunoscut astăzi ca reforma protestantă

În 1517, germanul Martin Luther a bătut în cuie pe ușa bisericii din Wittenberg cele 95 de teze ale sale, care au fost ulterior tipărite și răspândite în toată Germania. Luther ataca comerțul cu lucrări indulgențiate, însă revolta a devenit în scurt timp vastă. Contestațiile lui Luther au dus la studiul minuțios al Bibliei. Reacția Bisericii a făcut ca Luther să meargă un pas mai departe și să refuteze cinci din cele șapte sacramente. Și alții aveau astfel de critici religioase, printre ei fiind Erasmus din Rotterdam și Philipp Melanchthon, suporterul lui Luther. În secolul al XVI-lea, conflictul dintre catolici și protestanți a dus printre altele la Războiul de Treizeci de Ani.
Reforma protestantă a avut și o altă importanță decât cea religioasă, anume că Biblia a fost tradusă în limba maternă, fiind de acum la îndemâna oricui. Acest lucru avea să aibă importanță pentru limbajul traducerilor. A fost cazul traducerii în germană a lui Luther, iar lucruri similare au avut loc în Anglia, Olanda, Danemarca, Suedia etc. Doar în Norvegia efectul a fost negativ, prin faptul că traducerea daneză a Bibliei, fiind folosită și în Norvegia, a încetinit dezvoltarea limbii norvegiene, lucru care a durat până pe la sfârșitul secolului al XIX-lea. Chiar și astăzi, norvegiana este în mare măsură influențată de limba daneză.
Reforma protestantă a venit ca un mare șoc pentru Biserica catolică, care de abia în 1545 a ținut sinodul ecumenic numit Conciliul Triendin la Trento, în apropriere de Roma. Printre deciziile adoptate era și acela ca arta religioasă să „vrăjească”, să „farmece” poporul. Acest lucru a dus la dezvoltarea barocului, în artele plastice stilul care a luat locul Renașterii, și care urma să influențeze arhitectura, muzica și literatura. Unul dintre motivele pentru care reforma protestantă nu a avut succes în țările mediterane este înclinația acestor popoare pentru mistica religioasă, ceea ce poate fi vizualizat în opera lui Michelangelo „Judecata de Apoi” din Capela Sixtină în Vatican. În Spania catolică, misticismul creștin a fost și mai clar definit, ceea ce poate fi văzut în poezia bisericească lui Juan de la Cruz și în opera barocă a lui Lope de Vega. Pe de altă parte, scriitori precum Martin Luther aveau alte forme de exprimare, mai simple și fără redări subtile sau imagini dificile..

## Umanismul și omul Renașterii

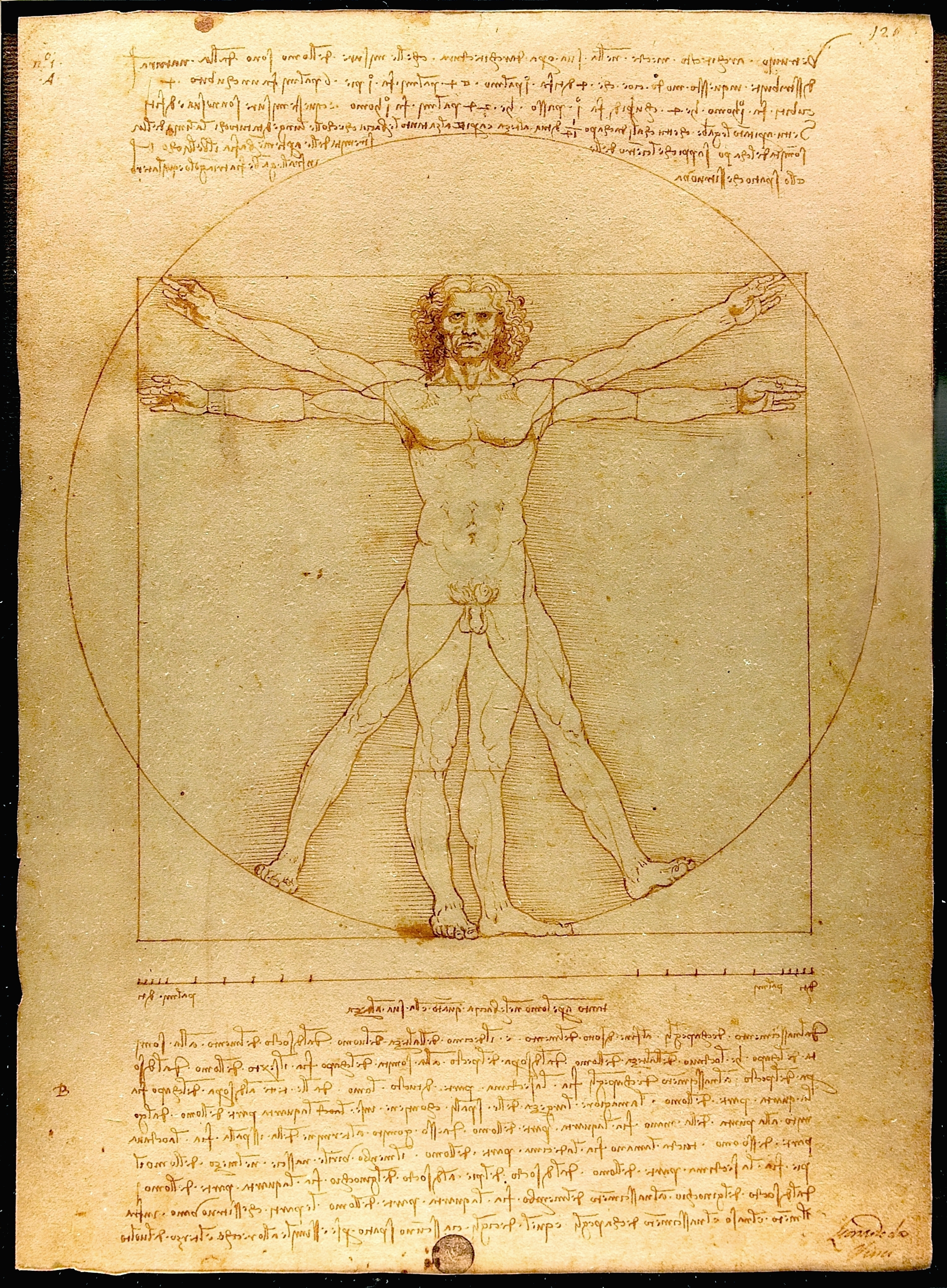
Omul vitruvian, studiul lui Leonardo da Vinci asupra proporțiilor corpului omenesc.

În anul 1508, Baldassare Castiglione, un nobil italian, a început să scrie lucrarea pentru care va fi cunoscut, Il libro del cortegiano. După 20 de ani, în 1528, cartea a fost în sfârșit publicată, cu puțin timp înainte de moartea autorului. În această carte Castiglione a descris idealurile de educație care un nobil trebuia să le aibă: trebuia să știe mai multe limbi, să cânte la un instrument muzical, să scrie poezii etc.
Michel de Montaigne (1533-1592) a fost un scriitor francez care împlinea idealurile Renașterii și ale umanismului prin viața sa multilaterală de moșier, primar, consilier politic, birocrat de încredere, umanist învâțat, literat educat și catolic evlavios. În spirit umanist, a căutat rădăcinile Antichității, încrezându-se în valoarea și calitățile intrinseci ale omului și în gândirea rațională.
La începutul secolului al XX-lea, a fost folosită pentru prima data expresia „om al Renașterii”, ca denumire pentru un învâțat care are cunoștințe profunde în mai multe domenii ale științelor. Concepte asemănătoare sunt „homo universalis”, omul universal, „polyhistor” sau „polymath”, care descriu un învâțat care poate fi inovativ și să învețe practic totul despre un subiect (în timpul respectiv cunoștințele erau, evident, mai limitate decât urmau să fie mai târziu). Renașterea a cunoscut mai multe persoane care pot pe drept cuvânt fi numite „oameni ai Renașterii”, însă nici unul nu se poate compara cu Leonardo da Vinci (1452-1519). Da Vinci a fost matematician, inginer, inventator, anatom, pictor, sculptor, arhitect, muzician și scriitor.
Umaniștii Renașterii credeau în „eu”, în demnitatea umană, în valoarea individuală. Această valoare este exprimată în crezul umanist că toate ființele au o natură proprie, dar numai omul își poate alege ființa proprie. Umaniștii doreau să scoată în evidență în primul rând geniul omului... unicul și extraordinarul care se găsește în mintea umană.
Gânditori politici precum Niccolò Machiavelli și Thomas Moore au redeșteptat interesul pentru ideile Antichității, folosindu-le pentru critica epocii contemporane, iar teologi precum Erasmus sau Martin Luther au contestat status quo-ul aristotelian, introducând idei radicale în ceea ce privește dreptatea și credința. În aceasta exista un conflict latent cu viziunea Bisericii referitor la locul omului în lume, dar majoritatea umaniștilor erau credincioși convinși care nu doreau o ruptură cu Biserica. Umanismul Renașterii a revăzut sau schimbat filosofia medievală a lui Toma de Aquino, dar totodată au fost făcute încercări de a crea un sincretism prin a da Antichității valori creștine, ca de exemplu în cazul lui Marsilio Ficino sau Pico della Mirandola. Etica se studia independent de teologie, iar în locul autorității Bisericii se aplica logica rațională, ceea ce îi punea pe umaniști în permanent pericol de a fi numiți eretici.

## Genuri literare în Renaștere

### Epopeea național-eroică

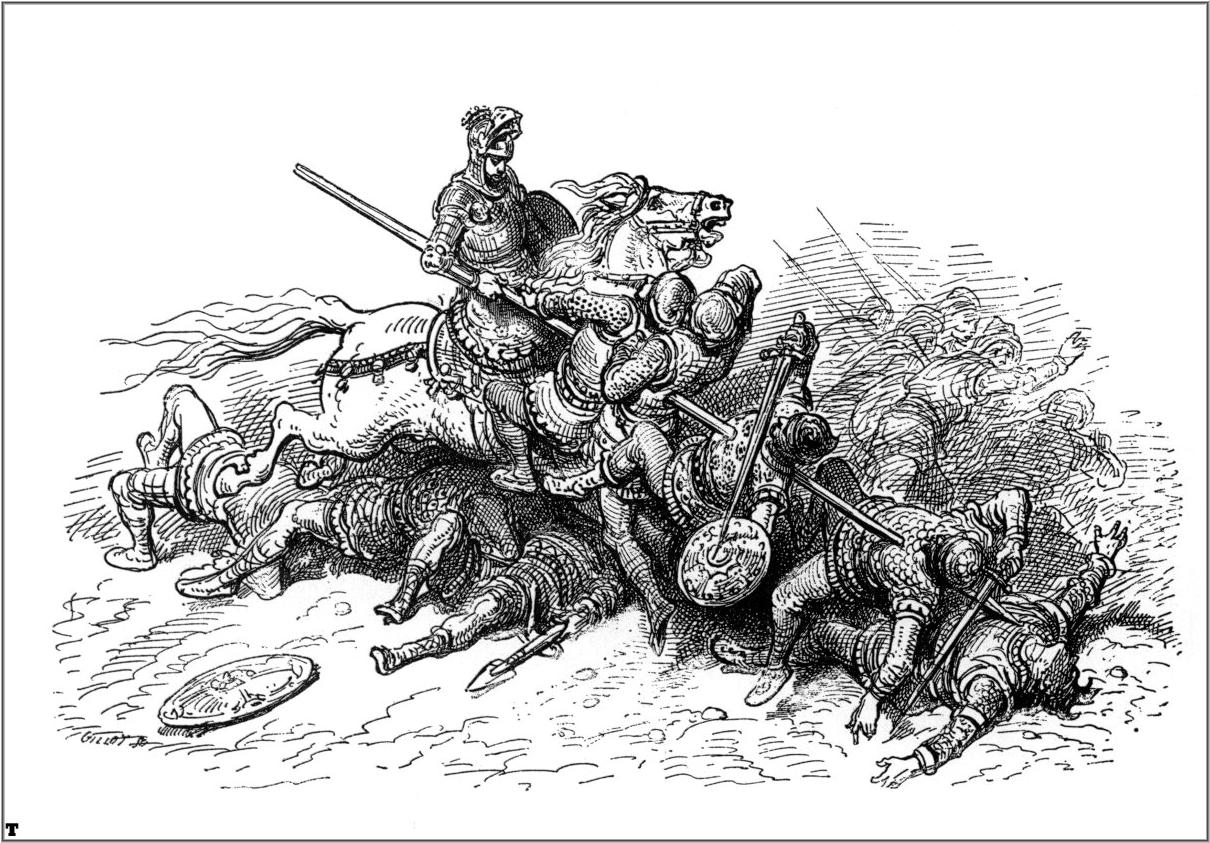
Orlando (Roland) Furioso

Epopeea antică este o poezie lungă, descriptivă, care deseori avea o temă demnă despre acte eroice care erau importante pentru națiune, de exemplu Iliada și Odiseea lui Homer, sau Eneida lui Virgiliu. În epoca Renașterii, epopeile antice au cunoscut un interes reînnoit, acest lucru datorându-se naționalismului care începea să își facă apariția, dar și datorită interesului pentru aventuri și excursii spectaculare. Scriitorii Renașterii nu numai că doreau să copieze epopeiile antice ca gen literar, dar doreau să le și depășească. În multe țări era o dorință aprinsă de a-și crea o epopee națională proprie, așa cum le aveau grecii și romanii, ca să poată intra și ei în marea tradiție.
O a doua inspirație au fost povestirile eroice ale Evului Mediu, ca de exemplu Cântecul lui Roland sau chanson de geste (povestiri despre fapte vitejești). Prima operă are ca temă amenințarea cu o invazie din partea maurilor, ceea ce a fost întors în victorie în Spania. Povestirile despre fapte vitejești sunt o continuare a romanelor cavalerești despre Artur, cu cavaleri viteji care se luptau pentru virtutea unor fecioare neprihănite. Epopeile cavalerești ale Renașterii au fost din acest motiv relativ anacronistice, epocile istorice, personajele și evenimentele fiind amestecate după bunul plac al autorului.
Prima lucrare de acest gen a fost opera lui Matteo Maria Boiardo Orlando innamorato, care a fost publicată în 1495. Acțiunea se petrece la Paris, la curtea lui Carol cel Mare, unde doi cavaleri, Orlando și Rindaldo, se îndrăgostesc peste măsură într-o prințesă din China (!), în timp ce sarazinii amenințau. Merlino, vrăjitorul, și săgețile lui Amor au și ele un rol în lucrare.

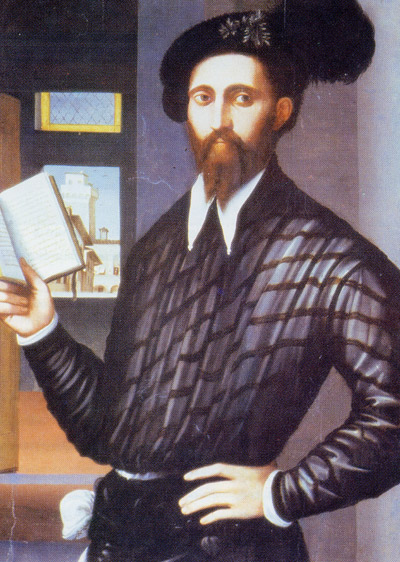
Torquato Tasso și a sa Gerusalemme Liberata.

Mulți au fost cei care au încercat să ducă poezia la noi înălțimi, dar cel care a reușit primul a fost Ludovico Ariosto (1474-1533), un poet italian, cu a sa lucrare Orlando furioso. Prima versiune a apărut în 1516, dar doar în 1532 a apărut versiunea completă. Importanța și influența operei asupra literaturii și a artei în următorii 300 de ani nu poate fi exagerată.. Ca formă, poezia lui Ariosto este orală și directă: el cântă ceea ce are de spus de parcă ar fi interpretat de către un trubadur. Lucrarea sa a fost folosită ca inspirație pentru peste 100 de librete de operă.. Acolo unde se termină poezia lui Boiardo începe poezia lui Ariosto, cu aceleași personaje principale, Orlando și Rindaldo, la fel și năzuința pentru prințesă, dar alte personaje și teme sunt și ele adăugate. Și aici tema principală este lupta dintre sarazini și Carol cel Mare, dar lui Ariosto nu îi prea pasă de exactități istorice sau geografice. Acțiunea are loc în Japonia, în Hebride și chiar pe Lună. Ființe fantastice și elemente magice sunt op parte integrantă a povestirilor populare, la fel cu multele povestiri secundare care fragmentează povestea principală.
Marele poet al contrareformei, Torquato Tasso (1544-1595) și a sa epopee La Gerusalemme liberata („Ierusalimul eliberat”) din 1581 este și el important din punct de vedere al istoriei literare. Descrierea este mai clară, mai continuuă, mai structurată decât cele două epopei despre Orlando amintite anterior. Lucrarea este plină atât de ironie cât și de tonul mai sumbru tipic barocului, iar în pofida unui nuanțe istorice, acțiunea este totuși piperată cu evenimente fantastice și supranaturale. Și aici dragostea își joacă jocul trădător, unde inima eroului este îndoită între dragoste și onoare într-un triunghi al dragostei între eroul creștin, o prințesă maură și o războinică maură, care se sfârșește printr-o tragedie.
Epopeile naționale au devenit importante în secolul al XVI-lea în mai multe țări europene. Poetul francez Pierre de Ronsard (1524-1585) a încercat să-l onoreze pe regele Carol al IX-lea al Franței în La Franciade (1572), în același timp continuând modelele stricte greco-romane. În Portugalia, Luís de Camões (1524–1580) a scris epopeea națională, numită Os Lusíadas (Lusiadele). Ea combina explorările din epopeile din Antichitate cu descoperirile secolului al XVI-lea, făcând din voiajul lui Vasco da Gama în India material de legendă, căreia nu-i lipsea nici influența zeilor păgâni. În paralel trebuie numită și epopeea spaniolă La Araucana ( 1569- 1589) a lui Alonso de Ercilla (1533-1594). În ea, imperiul este aclamat pentru cuceririle din Lumea Nouă.
Și Anglia avea nevoie de o epopee, așa că Edmund Spenser (1552–1599) a scris The Faerie Queene (Regina zânelor), publicată prima dată în trei volume în 1590, și în șase volume în 1596. Inspirația nu vine din Antichitate ci de la legenda regelui Artur. Omagiile erau adresate reginei Elisabeta I a Angliei (în epopeea fiind regina ilelelor, Gloriana) care a dat nume epocii Renașterii engleze, epoca elisabetană. Epopeea este o alegorie fantastică a Angliei, a reginei și a Casei Tudor, și o celebrare a moralei creștine, a nașionalismului protestant, unde papiștii și necredincioșii sunt personajele negative, regele Artur eroul și puritatea căsniciei cel mai înaltă virtute. Epopeea combină alegoria Evului Mediu cu eposul romantic italian.
Cu toate că Edmund Spenser este considerat ca fiind unul dintre cei mai de seamă poeți englezi, Sir Thomas Wyatt (1503-1542) și Henry Howard (1517-1547) au fost cei care au deschis calea poeziei moderne după marele poet al Evului Mediu, Geoffrey Chaucer (1343-1400): Wyatt a introdus și adaptat sonetul (gen de poezie care cere rigoare din punct de vedere metric și al limbajului) limbii engleze, iar Howard l-a perfecționat și a introdus versul liber, iambul nerimat cu cinci picioare, care urma să devină cea mai importantă unealtă a dramei engleze.

### Proză tragică elegantă

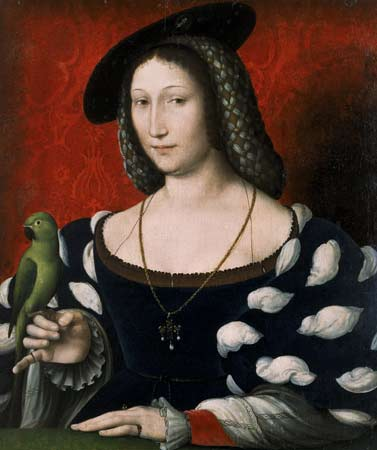
Una dintre femeile cele mai de seamă a Renașterii a fost Marguerite de Navarra, care i-a apărat pe umaniști și care era ea însăși o scriitoare marcantă.

În timpul Renașterii, poezia descriptivă a fost cel mai dominant gen literar, dar s-a scris și în proză. Cele mai lulte lucrări de acest fel sunt eposuri despre cavaleri și eroi, iar din punct de vedere al conținutului erau similare celor scrise pe versuri. Una din ele a fost Amadis de Gaula, care a fost compusă de mai mulți autori de-a lungul a mai mulți ani. Lucrarea și variantele sale au cunoscut o popularitate deosebită la începutul secolului al XVI-lea, și a constituit un punct de inspirație pentru mulți poeți ai Renașterii și ai barocului de mai târziu. Faima de astăzi nu este neapărat datorită calităților sale literare, ci mai de seamă datorită faptului că a fost des citată și parodiată de scriitorul spaniol Miguel de Cervantes (1547–1616). Eroul acestuia, Don Quijote, îl idolatriza pe Amadís. Prima publicare cunoscută a lucrării Amadis de Gaula a fost în 1508 la Zaragoza, dar povestirea exista probabil deja în secolul al XIV-lea și venea din Portugalia, cu origine în genul târziu al legendei regelui Artur.
În timpul secolului al XVI-lea povestirile serioase scurte au fost dezvoltate în continuare, Italia fiind țara unde acest gen a primit un nume propriu, novella, adică „noutate„ sau „ceva nou”, ceea ce a dat mai tîrziu nume genului nuvelă. Genul s-a remarcat pentru prima dată, în sensul că povestirile secundare erau creative, în Decameronul lui Boccaccio (început în 1350 și terminat în 1353) care este o relatare a o sută de povestiri de către zece persoane.
Scriitorul care a avut primul o mare influență asupra dezvoltării acestiu gen a fost italianul Matteo Bandello (1485-1561), care a devenit o sursă de inspirație pentru urmași francezi, spanioi și englezi. A scris ca. 214 nuvele, publicate în 4 volume, trei în 1554 și unul în 1573.. A fost tradus și cunoscut în multe țări europene, iar William Shakespeare și-a bazat o serie de lucrări pe povestirile lui, de exemplu Romeo și Julieta (1595-1596).
Regina Margarita de Navarra (1492-1549), soția lui Henric al II-lea de Navarra, a fost o patroană a umanismului Renașterii, și totodată scriitoare. A scris poezii, piese de teatru, și a avut mare influență asupra dezvoltării nuvelei ca gen cum este cunoscut astăzi. Ca o prelungire a lui Boccacio, a publicat o culegere de nuvele, Heptaméron care a fost publicată în 1559, după moartea ei. Titlul poate fi tradus prin „Șapte zile”. Intenționa să scrie 100 de nuvele, dar n-a apucat să scrie decât 72. În nuvelele din carte, apăra dreptul la dragoste, chiar dacă dragostea încălca legile sau convențiile.
Și Cervantes a scris și altceva decât drame și scrieri bucolice, de exemplu Novelas ejemplares (1613). Calitatea lor este mixtă, dar Cervantes sperase ca ele să fie pentru spanioli ceea ce lucrările lui Boccacio erau pentru italieni: unele sunt pure anecdote, altele mini-romane cavalerești, unele serioase, altele comice, toate fiind scrise într-un stil ușor, oral, iar unele sunt atât de lungi încât ar putea fi considerate miniromane.

### Povestiri satirico-burlești

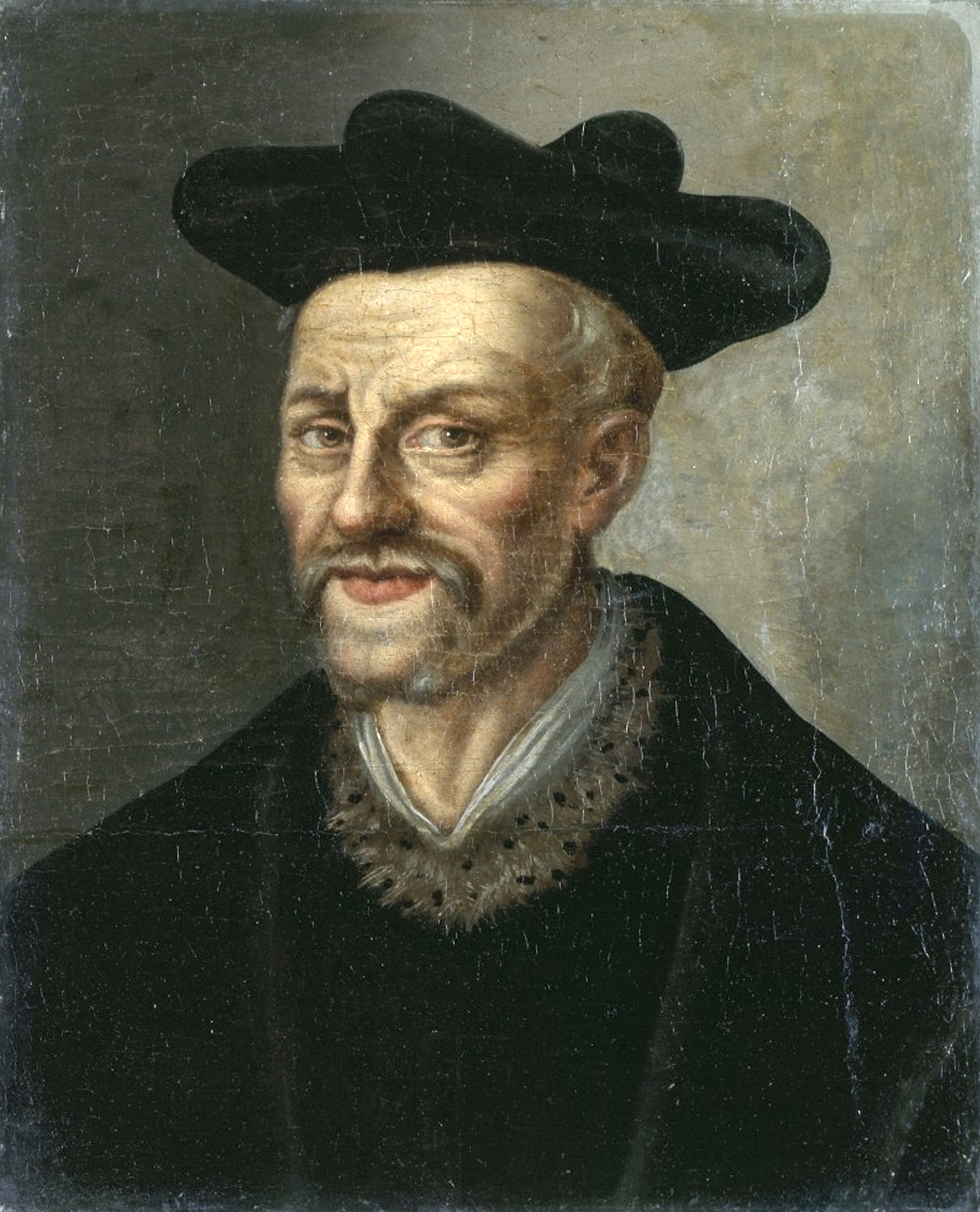
François Rabelais

Epopeea este un gen de înaltă calitate în comparație cu proza satirico-burlescă, care este scrisă într-un limbaj popular, comic, și pe care Renașterea a continuat-o din Evul Mediu târziu. Stilul comico-burlesc întoarce pe dos calitățile caracterizante ale epopeii, și încurajează nefrumosul, vulgarul, atât în acțiune cât și în personaje. În acest gen satirico-burlesc găsim elemente din cântecele de petrecere, înjurături, ridiculizare, cu alte cuvinte parodii, în special a literaturii de înaltă calitate. De obicei se povestește viața unui personaj cu ajutorul unor acțiuni sinple, aproape ca niște episoade individuale prinse laolaltă.
Un exemplu de scriitor parodic este italianul Luigi Pulci (1432-1484) care a scris Morgante Maggiore (Marele Morgante, 1483), o epopee grandilocvent, dar intenționat parodică despre un gigant care devine creștin și l-a urmat pe cavalerul Orlando.

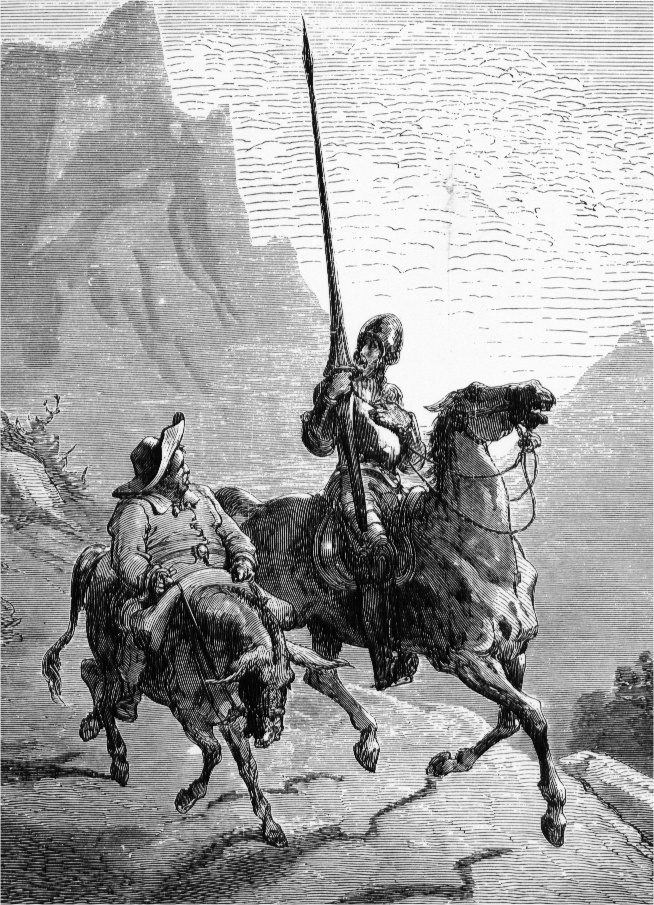
Don Quijote cu Sancho Panza.

Francezul François Rabelais (1494-1553) a fost și el atras de exagerări, și a scris și el despre un gigant, Gargantua. Rabelais a fost un călugăr franciscan, medic și umanist, fiind unul dintre marii scriitori ai Renașterii. El este considerat ca fiind un avangardist în ceea ce privește literatura fantastică, satira, umorul grotesc și cântecele lascive. Într-una din cele două prefețe la Gargantua a rugat cititorii să nu se simtă ofensați, deoarece el preferă să scrie despre râs nu despre plâns, spunând că sub suprafața grotescă se află lucruri frumoase. Cu toată avertizarea prietenească, povestirea comică și jucăușă a lui Rabelais, scrisă într-un limbaj bogat, despre Gargantua, și mai târziu despre fiul acestuia, Pantagruel, și peripețiile acestora într-o lume plină de lăcomie, prostie, violență și ghidușii, deseori concentrată pe întâmplările legate de mâncare sau excese erotice, nu i-a câzut bine Bisericii catolice. Cărțile lui Rabelais au fost interzise și puse ulterior pe lista Index librorum prohibitorum („Index de cărți interzise”). Un lucru central în scrierile lui Rabelais sunt încrederea sa totală în calitățile pozitive ale omului și a posibilitățile acestuia.
Literatura spaniolă se caracteriza printr-un amestec de realism și romantism. Deja înainte de 1500, La Celestina, un roman dramatic despre dragostea idealistă a personajului principal, se răspândise în Europa. La fel se întâmplase și cu Amadis de Gaula. Dar la mijlocul secolului al XVI-lea, romantismul cavaleresc și-a găsit polul opus în romanul comic realist, așa-numitul „roman picaresc”. Primul roman de acest gen a fost Lazarillo de Tormes (1554), scris de un autor anonim.

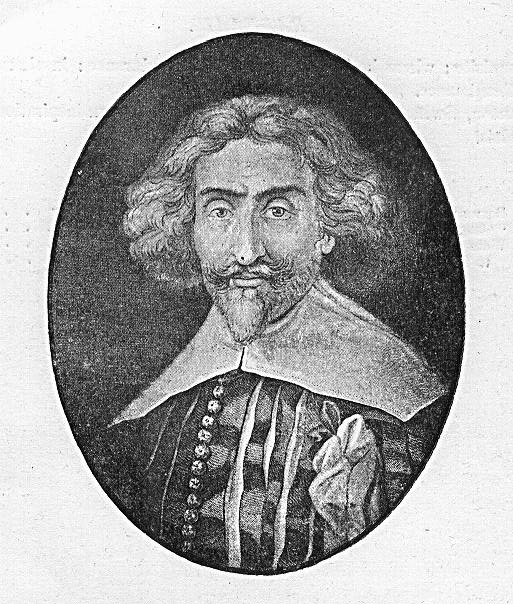
Miguel de Cervantes

Acesta a fost mediul literar care l-a influențat pe Miguel de Cervantes (1547-1616) când a publicat prima parte a romanului Don Quijote, figură de călăreț jalnic. Înainte, Cervantes nu prea avuse succes, în pofida faptului că scrisese mult, și stătea în umbra popularului Lope de Vega. Cu Don Quijote, capodopera literaturii comico-burlești, Cervantes a devenit faimos, dar câștigul pecuniar a fost minim. Partea a doua a fost publicată în 1615, și de atunci Cervantes este ceea ce este Shakespeare pentru Anglia. Relatarea este ca o bibliotecă contemporană, care cuprinde ceea ce-i mai bun în genurile epopeii cavalerești, a romanelor cavalerești și a parodiilor acestora, „cu părți importante și din arta povestirii europene care stă separat de lumea parodiei”.
Don Quijote este un bătrân bizar, care fiind influențat prea tare de multele romane cavelerești ale timpului pe care le citise, crede că este el însuși un cavaler grozav care trebuie să meargă în lume și să exerciteze acte nobile. Ca însoțitor îl are pe Sancho Panza, mic și grăsuț, care este la fel de realist pe cum este Don Quijote idealist. Ceea ce face lucrarea să fie bună, este că ambii sunt mai mult decât niște simple caricaturi, autorul dându-le ambilor omenire și personalitate, iar chiar dacă au și cusururi, Cervantes scrie ceva ce nu este doar o simplă parodie a romanelor cavalerești, ci scrie primul roman moder european.

### Epopeea pastorală
Romanul, o povestire lungă în proză, stătea în timpul Renașterii pe o treaptă mai inferioară în ierarhia literară ca gen literar, dar era totuși răspândit datorită cărților populare.
Epopeea pastorală este un gen literar din Antichitate care a cunoscut o nouă înflorire în timpul Renașterii, dar în loc de poeți pastorali precum Teocrit și Publius Vergilius Maro, operele lui Longus, Heliodor și Achille Tatius au fost cele care au surse de inspirație.
În secolul al XVI-lea, viața și atmosfera pastorală, viața la țară, fără gălăgia și stresul vieții de la oraș, au devenit teme artistice, aristocratice. Peisajul poeziei pastorale fusese deseori ținutul fertil Arcadia, lăudat pentru prima dată de Vergiliu.
Poetul și umanistul italian Jacopo Sannazaro (1458-1530) a scris Arcadia (publicată în 1483). Cadrul elegant al povestirilor lui în jurul unor bucăți lirice din eglogele lui Vergiliu a devenit o sursă de inspirație pentru alți scriitori care au continuat conceptul, în special scriitorul portughez de limbă spaniolă Jorge de Montemayor (1520–1561), care a scris romanul pastoral Diana (1559) despre dragostea dintre păstorul Sireno și păstorița Diana. În loc să copieze viața pastorală din Antichitate, lucrarea este o alegorie a regulilor de dragoste complicate ale nobilimii contemporane. Scriitorul însuși se pare că a fost omorât datorită unei intrigi amoroase după puțin timp.
În Anglia, Philip Sidney a scris Arcadia (1590), a cărei acțiuni se petrece în Arcadia, spre deosebire de lucrările lui Sannazaro și Montemayor, dar acest lucru este se pare doar ca să poată descrie societatea britanică contemporană. În Franța, Honoré d'Urfé a scris romanul L’Astrée, publicat între 1607-1627), o lucrare în 5 volume. Aici acțiunea se petrece pe o moșie de la marginea Lyonului, unde cei doi îndrăgostiți suferă mai multe despărțiri, totul după capriciile lui Cupido. Romanul este considerat un apogeul romanului pastoral al Renașterii.

### Eseul și reflecția personală

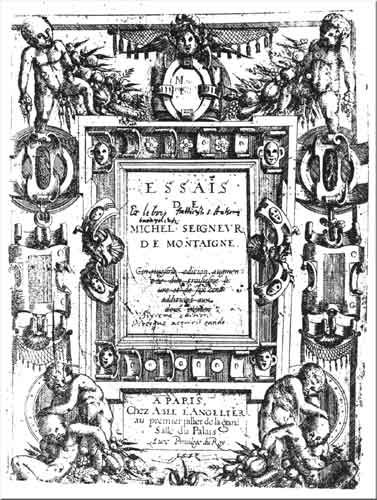
Coperta cărții lui Montaigne, Les Essais.

Eseul este un gen literar înrudit cu jurnalul, corespondența și cu reflecția personală. Este un gen umanist, tipic pentru epoca Renașterii, dar din punct de vedere istoric poate fi considerat ca o continuare a epistolelor în proză ale Antichității.
Francezul Michel de Montaigne (1533-1592) a fost cel care a contribuit cel mai mult la răspândirea acestui gen literar, prin lucrarea sa Les Essais, care a fost publicată prima dată în 1580, și apoi revizuită de mai multe ori. Constă din două părți, prima fiind o reflecție asupra unor citate clasice, iar al doilea discută, de exemplu, prietenia și creșterea copiilor, dar este mai ales despre autor însuși.
Caracteristic pentru Renaștere este faptul că Montaigne este în pas cu timpul prin punerea accentului pe opinia individuală a fiecărui om.
Scrierile lui Montaigne au fost caracterizate ca fiind „eseuri informale”, spre deosebire de cele ale englezului Francis Bacon (1561-1626), ale cărui
eseuri sunt considerate formale, structurate, științifice, ele deschizând o ușă spre iluminism.

### De la teatrul popular la teatrul elisabetan
Teatrul religios

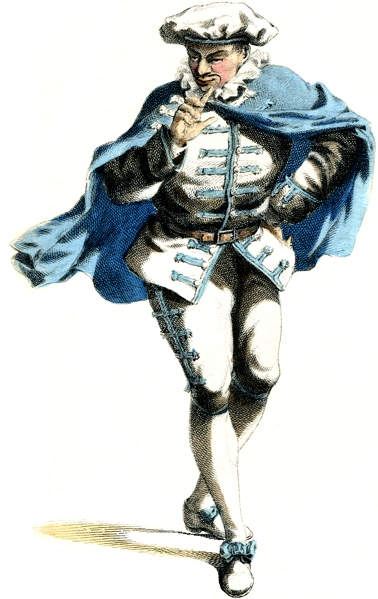
O figură din commedia dell'arte.

Teatrul comic roman se pare că a continuat în Italia și în alte părți ale Europei, și cu toate că nu prea există documentație, există indicii că în Evul Mediu târziu se jucau pe scenă comedia erudita în seminarii religioase și școli. Aristocrații aveau obiceiul de a-i invita pe trubaduri, scamatori și actori să joace de exemplu la castele. Biserica organiza și ea spectacole înăuntrul bisericilor sau în piețele din fața lor, mai ales cu ocazia festivalelor religioase. În Spania aveau loc aveau loc astfel de spectacole cu ocazia festivalelor Corpus Christi în secolul al XVI-lea. Aceste spectacole au devenit după un timp populare, deoarece au început să fie organizate de bresle. Misterele au devenit îndrăgite ca spectacole în aer liber în Evul Mediu târziu. La sfârșitul secolului, teatrul religios s-a întors în biserici în formă de oratorii, ceea ce însemna recitări de texte religioase pe muzică, lucru ce la rțndul său a dat impuls creării operei ca gen muzical. Cel mai vechi spectacol de teatru cunoscut în Norvegia, de exemplu, este din 1562 la Bergen, spectacol ținut în Piața Catedralei..

#### Teatrul se mută înăuntru
În secolul al XVI-lea, teatrul secular s-a mutat înăuntru. La început piesele au fost jucate în piață, după aceea în grădina hanului, mai târziu cu pereți circulari împrejur, ca și amfiteatrul Antichității. Înainte de 1576 nu existau teatre pentru oamenii de rând la Londra, primul care a construit un teatru de acest fel fiind James Burbage. După aceea au mai fost construite și alte teatre, unul după altul: the Curtain, Rose, Swan, Hope, Fortune, și cel mi important, the Globe, care s-a deschis în 1599, cu Iulius Caesar ca una dintre primele piese jucate.
Teatrele erau construite în formă circulară sau hexagonală, fără acoperiș. Nu foloseau multe decoruri, dar scena ieșită în față era folosită cu multă ingeniozitate. Mai târziu, au avut și acoperiș, și au fost mai multe teatre rectangulare decât rotunde/hexagonale. Când se vorbește în timpul Renașterii engleze de teatre „publice” este vorba de cele în aer deschis, cele „private” fiind cele cu acoperiș. Toate piesele elisabetane, inclusiv cele ale lui Shakespeare, aveau bărbați sau băieți în rolurile femeilor, nu pentru că ar fi existat o lege în acest sens, ci pentru simplul fapt că femeile erau considerate „imposibile”. Primele actrițe, într-o trupă franceză, au jucat în 1629, dar au fost huiduite de spectatori. Unul dintre primele teatre sub acoperiș permanent a fost Teatro Olimpico din Vicenza.

#### Italia: Commedia dell'arte
În Italia s-a născut în deceniul VII al secolului al XVI-lea un gen de teatru comic numit Commedia dell'arte, mult gustat de aristocrație. Rădăcinile genului sunt puțin neclare, dar piesele nu erau nici jucate de profesioniști și nici nu erau deschise publicului larg. Piesele nu erau gata scrise, ci aveau un cadru nedefinit care crea situațiile și complicațiile, iar dialogul era improvizat de actori. Piesele erau careate în jurul unor figuri ca, de exemplu, îndrăgostiți, servitori și stăpâni etc.

#### Epoca de aur a Spaniei

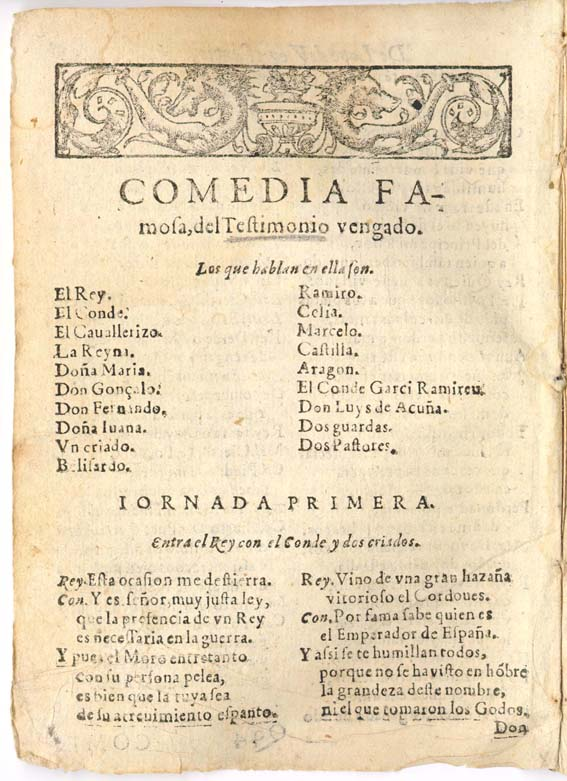
O pagină dintr-o comedie a lui Lope de Vega.

Epoca de aur a teatrului spaniol a fost între 1500 și 1700. Trei tipuri au fost populare: piesele religioase într-un act, autos sacramentales; comediile sacrale, comedias nuevas; și un fel de musical, zarzuelas. Femeilor li s-a dat voie să joace mai întâi în piesele religioase, iar mai apoi și în cele sacrale. Biserica catolică se opusese la început pieselor sacrale, și în special participării femeilor la ele, deoarece Biserica le considera prostituate.. Autoritățile spaniole au decretat mai multe legi referitoare la teatru și sex. În 1587 a fost dată o lege care le-a dat voie femeilor să joace teatru și în același timp înterzicea băieților să joace roluri feminine, dar în 1596 femeilor le-a fost din nou interzis să joace teatru, iar în 1598 teatrele au fost închise complet. Această interdicție a durat doar un an, ele fiind deschise din nou, femeilor fiindu-le permisă participarea..
Cel mai de seamă autor dramatic spaniol al acestei perioade este considerat a fi Lope de Vega (1562–1635). A scris în aproape toate genurile literare: epopei, romane, sonete (ca. 3.000), comedii (ca. 1800, din care s-au păstrat 426), ca. 400 de așa-numite autos (drame serioase)- din care s-au păstrat 42.. Se poate ca majoritatea lucrărilor lui să nu fi fost originale, ci rescrieri de calitate variabilă, ceea ce el însuși a dat să se înțeleagă într-o scriere ironică a sa din 1609 intitulată El arte nuevo de hacer comedias en este tiempo. Vega nu prea făcea distincție clară între genurile literare, el fiind aproape modern în acest sens, el fiind un reprezentant timpuriu al tragicomediei: comediile lui nu erau neapărat comice și nu aveau totdeauna un sfârșit fericit. El lăuda casa regală, dar în același timp se considera vocea poporului.

#### Italia
În Italia, Gian Giorgio Trissino (1478-1550) a reînnoit idealul european al tragediei, lucru continuat în Franța de Étienne Jodelle, (1532-1573) cu Cléopatre captive (1552). În Spania, Cervantes a încercat și el acest lucru cu lucrarea El cerco de Numancia (Încercuirea Numanciei) la mijlocul anilor 80 din secolul al XVI-lea.

#### Germania
Statele germane erau încă caracterizate de tradițiile Evului Mediu. Hans Sachs (1494-1576) a fost dramaturgul cel mai de seamă. Farsele sale erau bine primite, el fiind primul care a introdus împărțirea în acte și denumirea de tragedie, dar ceea ce a scris el era în marea lor majoritate rescrieri ale povestirilor din Biblie și cronici scrise cu rimă de valoare literară limitată.

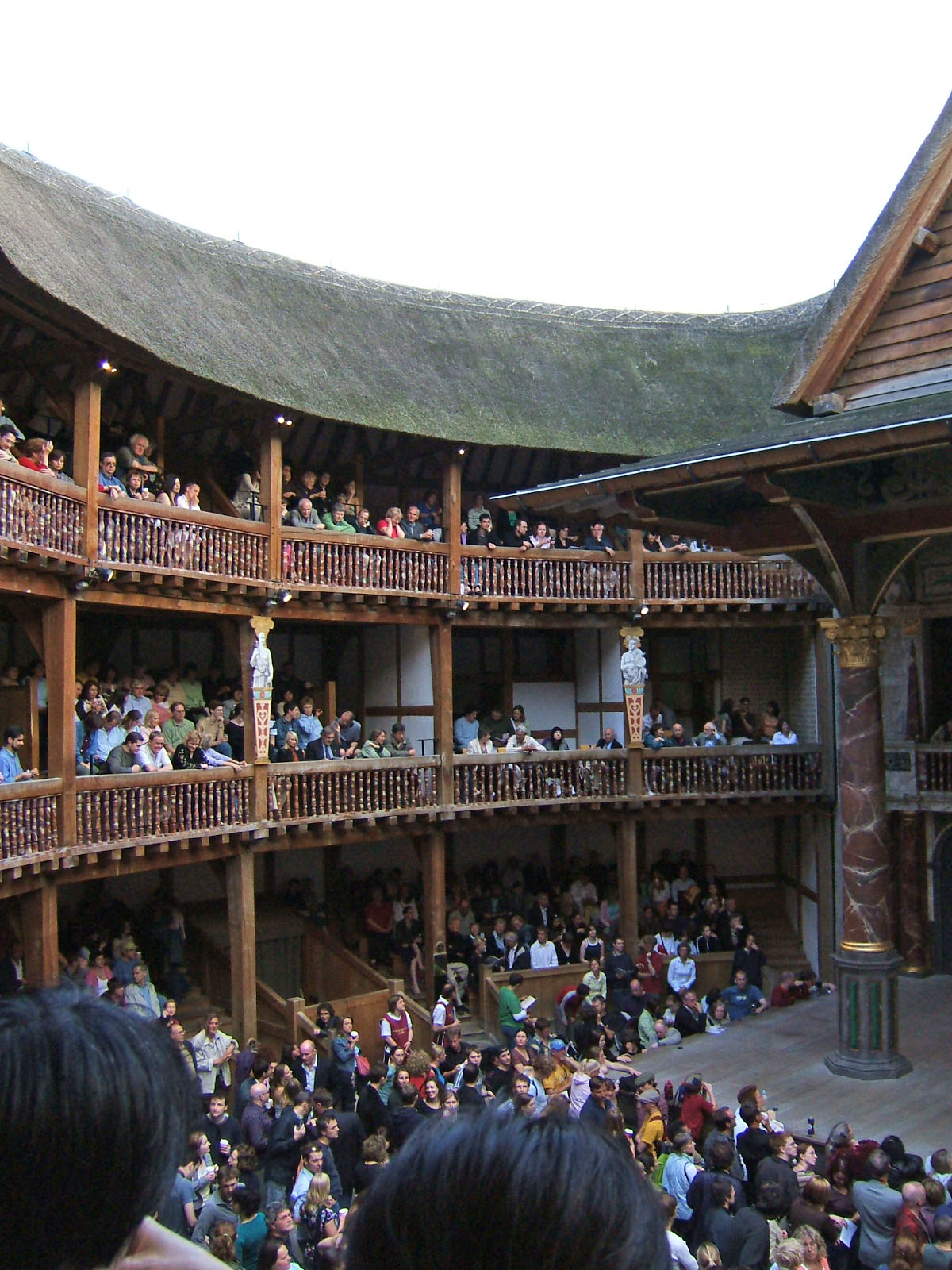
The Globe, fără acoperiș, cu publicul așezat în jur (reconstituire, din 1997).

#### Anglia
Cea mai de seamă contribuție a Angliei elisabetane a fost drama, și cu toate că pot fi găsite elemente comune între evoluția dramei în Spania și în Anglia, drama engleză nu a fost neechivoc populară, ci a menținut contactul cu clasele sociale de sus și cu formele Renașterii, într-o alianță fericită între stilul elevat și cel popular. Primele spectacole dramatice au fost însă caracterizate de efecte de șoc sângeroase, de exemplu prima tragedie engleză cunoscută, scrisă de Thomas Norton (1532–1584) și Thomas Sackville (1536-1608), Gorboduc din 1562, pe o temă din istoria veche a Angliei. Anul următor a fost publicată piesa „Tragedia spaniolă” de Thomas Kyd (1558-1594), și cu toate că piesa s-a bucurat de succes și a însemnat mult pentru dezvoltarea teatrului elisabetan, acțiunea ei melodramatică, cu multe omoruri, a fost ulterior des pariodiată.
Cei doi scriitori mai de seamă ai Renașterii engleze au fost Christopher Marlowe (1564-1593) și William Shakespeare (1564-1616). Marlowe a murit tânăr în circumstanțe neelucidate. În ceea ce-l privește pe Shakespeare, viața lui este în mare măsură necunoscută, în pofida numărului mare de lucrări sale și a statului său de cel mai cunoscut dramaturg. Un alt dramaturg de seamă din această perioadă a fost Ben Jonson (1572-1637), care cu toate că zicea că urmează regulile aristotelice, este totuși un dramaturg elisabetan tipic.

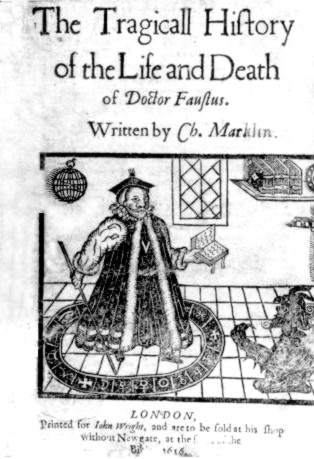
Pagina de titlu a operei lui Cristopher Marlowe Doctorul Faust (versiunea B, 1616).

Marlowe a fost un rebel precoce cu educație clasică solidă. Privea religia din punct de vedere critic, era catolic (uneori poate chiar ateist), iar în cursul a doar câțiva ani a scris o serie de tragedii mari, lirică și traduceri din poeții Antichității. A murit înainte de a fi împlinit 30 de ani, într-o încăierare într-un han. Încă din prima sa piesă, Tamerlan cel Mare (1590), a scris în prefață plin de dispreț despre teatrul contemporan: „jonglerii și maimuțării simpliste”. Limbajul lui Marlowe, scris în vers alb răsunător, nu era doar un text dramatic ci și muzică verbală ritmică.
Cea mai cunoscută piesă de teatru a sa este „Povestea tragică a doctorului Faust”, bazată pe o carte populară germană publicată recent, ea fiind prima versiune dramatică a legendei despre Faust, cel care a făcut o înțelegere cu diavolul. Piesa a fost publicată în 1604, la 11 ani după moartea lui Marlowe, și cel puțin 12 ani după prima înscenare a piesei.
Sunt puțini scriitori care sunt la fel de bine cunoscuți ca Shakespeare, ceea ce are probabil de a face cu faptul că știa să scrie în majoritatea genurilor literare: poezie, comedii, tragedii, drame. Totodată, a fost el însuși la început actor, astfel că piesele lui sunt exemple de teatru organic, viu și în zilele noastre. Piesele pe care le-a scris, 33 la număr, plus unele ale căror autor este disputat, au fost foarte populare, l-au îmbogățit și înnobilat în 1598. Shakespeare a fost un as în balansarea gustului epocii cu inspirație din clasici și din Evul Mediu. Nu alegerea temelor este unică la el, ci mai degrabă felul în care a descris complexitatea naturii umane în răutatea și în nevoie, în aroganță și în veselie, în decădere, pasiune și frica de moarte. Totodată, piesele și personajele lui au patos, umor și înțelepciune.
Shakespeare a scris drame pe teme istorice, precum Richard al II-lea (1595), Regele Ioan (1594-1596), Richard al III-lea (1592-1593); tragedii precum Romeo și Julieta (1595-1596), Iulius Caesar (1599), Hamlet (1601-1602), Regele Lear (1605) și Macbeth (1606); comedii precum Visul unei nopți de vară (1595-1596), Neguțătorul din Veneția (1596-1597), Mult zgomot pentru nimic (1598-1599) și Cum vă place (1599).

## Literatura Renașterii în Țările nordice
Țările nordice aflându-se la marginea Europei, umanismul care începuse să-și facă apariția în restul Europei a fost frânat de către reforma protestantă. În Suedia și Danemarca, unde reforma era susținută de popor, ea a fost o inspirație pentru literatură, prin încurajarea limbii materne. Dar în Norvegia, poporul nu a susținut reforma, ea fiind impusă de sus și din afară. Pe când Biblia în suedeză și în daneză au stimulat dezvoltarea limbilor respective, în Norvegia acest lucru a dus dimpotrivă la încetinirea dezvoltării limbii norvegiene, deoarece Norvegia a folosit până fosrte recent Biblia în limba daneză. Primele texte biblice în limba norvegiană bokmål au apărut în 1873 (apocrife), iar în limba nynorsk în 1882 (Epistola lui Pavel către romani).

### Suedia
Olaus Petri (1493-1552) a fost conducătorul reformării suedeze, iar fratele lui, Laurentius Petri (1499–1573) a fost primul arhiepiscop protestant. Olaus Petri este în primul rând cunoscut datorită faptului că a tradus Biblia, împreună cu fratele său, în limba suedeză. Totodată, el este cel care a scris prima dramă adevărată în Suedia, anume Tobie Comedia (1550). Acțiunea este inspirată din Biblie, dar o adevărată capodoperă literară nu este.

### Danemarca
Christiern Pedersen (1480-1554) a fost un editor (publicase printre altele operele lui Saxo Grammaticus), care înainte de a deveni protestant și traducător al Bibliei în limba daneză, a scris lucrări religioase (catolice) pe care mai târziu Ludvig Holberg le-a ironizat. Prima carte de imnuri religioase a fost publicată în 1529 de Claus Mortensen Tøndebinder (1499-1575), dar marele poet de imnuri de acest fel a fost Hans Christensen Sthen (1544-1610), care a scris imnuri pe melodii populare.
Producția dramatică era în mare majoritate traduceri din germană, în special drame pe teme religioase, dar Hieronimus Justesen Ranck (1539-1607) poate fi considerat primul dramaturg danez adevărat. Piesa lui cea mai populară a fost Karrig Niding. Un poet de seamă din această perioadă a fost și omul de știință Tycho Brahe (1546-1601), care scria în limba latină.

### Norvegia

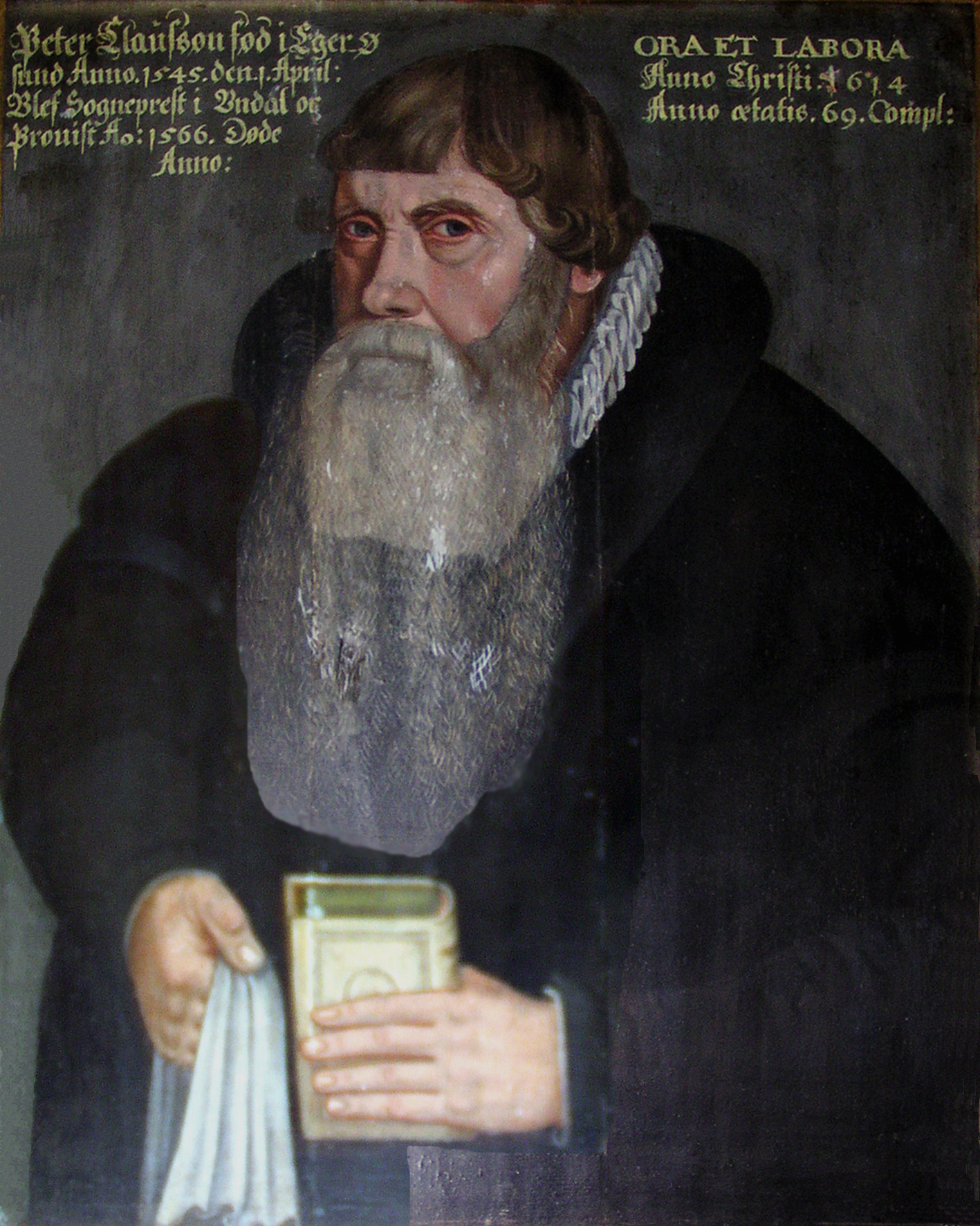
Peder Claussøn Friis

Situația economică sărăcăcioasă din Norvegia nu era tocmai un mediu stimulant pentru literatură, iar existența unei tipografii era și ea o condiție sine qua non pentru dezvoltarea literaturii: Norvegia și-a primit prima tipografie de abia în 1644.
În secolul al XVI-lea, centrul Norvegiei era orașul hanseatic Bergen, unde preotul și umanistul Absalon Pedersson Beyer (1528-1575) a organizat spectacole de teatru la Școala latină. A scris și două cărți: Absalon Pederssøns dagbok 1552–1572 (jurnal) în limba latină și Om Norgis Rige („Despre Regatul Norvegiei”) (tipărită pentru prima dată în 1780).
La Stavanger, preotul și istoricul Peder Claussøn Friis (1545-1614) a scris Norriges Beskrivelse („Desrierea Norvegiei”) și a tradus Heimskringla.
Poate fi numit și Hallvard Gunnarssøn (d. 1608), care a tradus din Biblie, saga, și din versuri latine. El a fost totodată cel care a compus primul poem pastoral norvegian, Akrostichis.
Preotul-poet din Alstahaug Petter Dass (1646-1707) este deseori considerat un poet la barocului, dar cercetări mai recente îl consideră din punct de vedere stilistic ca aparținând mai degrabă Renașterii târzii..

## Scriitori de seamă ai Renașterii
- Dante Alighieri: Care a scris Divina Comedie
- Giovanni Pico della Mirandola: care a scris Oratio de dignitate hominis
- Erasmus din Rotterdam: care a cules Textus Receptus și scris Moriae Encomium
- Thomas More: care a scris Utopia
- Giovanni Boccaccio: care a scris Decameronul
- Niccolò Machiavelli: care a scris Principele
- Baldassare Castiglione: care a scris Il libro del cortegiano, Cartea curteanului
- Michel de Montaigne: care a scris Eseuri
- Miguel Cervantes: care a scris Don Quijote
- Luís de Camões: care a scris Os Lusíadas
- William Shakespeare: care a scris piese de teatru, printre care Hamlet și Visul unei nopți de vară